# Bielina
Bielina [´pronunciación en polaco: /bjɛˈlina/] es un pueblo en el distrito administrativo de Gmina Ujazd, dentro del Distrito de Tomaszów Mazowiecki, Voivodato de Łódź, en Polonia central. Se encuentra aproximadamente 4 kilómetros al sudoeste de Ujazd, 10 kilómetros al noroeste de Tomaszów Mazowiecki, y 39 kilómetros al sudeste de la capital regional, Łódź.